# Гросбаркау
Гросбаркау (нем. Großbarkau) — община в Германии, в земле Шлезвиг-Гольштейн. 
Входит в состав района Плён. Подчиняется управлению Прец-Ланд.  Население составляет 192 человека (на 31 декабря 2010 года). Занимает площадь 2,93 км².